# 琼结镇
琼结镇，（藏語：རི་བོ་བདེ་ཆེན，威利转写：ri bo bde chen）是中华人民共和国西藏自治区山南市琼结县下辖的一个乡镇级行政单位。

## 行政区划
琼结镇下辖以下地区：
雪康社区、仲堆社区、白日社区、琼结雪社区和东嘎社区。